# Fission spontanée
Pour les articles homonymes, voir Spontané.

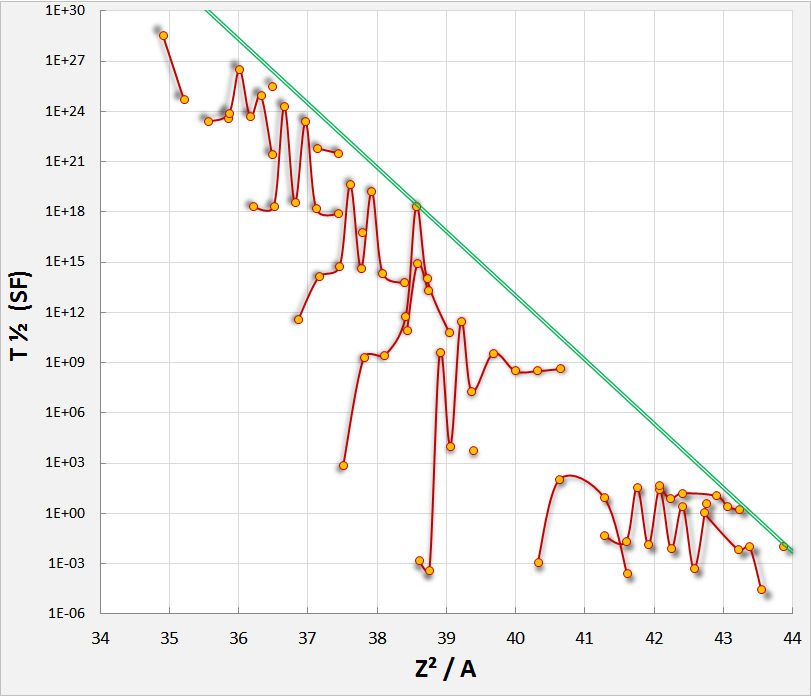
Demi-vie de fission spontanée (en ms) des radionucléides en fonction du rapport Z²/A de leurs noyaux

La fission spontanée est une forme de désintégration radioactive caractéristique des isotopes très lourds au cours de laquelle un noyau lourd se divise, sans apport d'énergie extérieur, en au moins deux noyaux plus légers.

## Historique
Le premier processus de fission nucléaire à avoir été découvert est la fission induite par neutrons. Cette observation a été annoncée en décembre 1938 par Otto Hahn et Fritz Strassmann. Une description théorique de la fission est proposée par Niels Bohr et John Wheeler 6 mois plus tard, en juin 1939. Dans cet article, les deux auteurs prédisent la possibilité de la fission spontanée dans l'uranium 238.
Du fait que les rayons cosmiques produisent quelques neutrons, il était difficile de distinguer les événements induits par neutrons de ceux qui étaient spontanés. Les rayons cosmiques peuvent être efficacement atténués par une couche épaisse de roche ou d'eau. La fission spontanée a été identifiée en tant que telle en 1940 par les physiciens soviétiques Gueorgui Fliorov et Konstantin Petrschak (en),, au cours de leurs observations d'uranium dans la station Dinamo du métro de Moscou, située 60 m sous terre.
Il a été montré que la radioactivité de clusters est une fission spontanée super-asymétrique.

## Description générale
Les nucléides naturels les plus légers hypothétiquement sujets à se désintégrer par fission spontanée sont le niobium 93 et le molybdène 94[réf. nécessaire] (éléments 41 et 42 respectivement). Cependant, aucune observation expérimentale de fission spontanée dans ces noyaux n'a jamais été effectuée. En pratique, ils sont considérés comme des isotopes stables. Elle est théoriquement possible pour tous les noyaux atomiques dont la masse est supérieure à 100 u ou uma, c’est-à-dire à peu près plus lourd que le ruthénium.

Cependant, en pratique, la fission spontanée est observée uniquement pour les noyaux atomiques dont la masse est supérieure à 230 u, c’est-à-dire à partir du thorium. Les éléments les plus susceptibles de subir une fission spontanée sont les actinides les plus massifs, comme le mendélévium et le lawrencium, ainsi que les éléments trans-actinides tels que le rutherfordium.
Mathématiquement, le critère qui détermine si une fission spontanée se produit immédiatement est le suivant :
{\displaystyle Z^{2}/A\geq 45}
où Z est le numéro atomique et A est le nombre de masse. Par exemple pour l'uranium 235 : Z = 92, A = 235, Z2/A ≈ 36.
À noter cependant que cette estimation provient d'un calcul basée sur le modèle de la goutte liquide uniquement, c'est-à-dire qu'il tient compte uniquement des propriétés macroscopiques du noyau. Considérer les effets microscopiques sur la pénétration de la barrière permet d'expliquer les fissions spontanées observées dans des noyaux qui ont un rapport Z2/A plus petit que 47. En revanche, les mesures expérimentales ont montré que la demi-vie d'un noyau par rapport à la fission spontanée est d'autant plus faible que son rapport Z2/A est grand.
Comme son nom le suggère, la fission spontanée possède exactement le même processus de désintégration radioactive que la fission nucléaire, au détail près qu’elle se produit sans que le noyau atomique soit frappé par un neutron ou une autre particule. La fission spontanée rejette des neutrons, comme toute fission, ainsi, si la masse critique est atteinte, elle peut engendrer une réaction en chaîne. C’est pourquoi les radioisotopes dont la désintégration nucléaire par fission spontanée n’est pas négligeable peuvent être utilisés comme source d’émission de neutrons. Le californium 252 (demi-vie de 2,645 années, ratio de fission spontanée de 3,09 %) est souvent utilisé pour cet usage. Les neutrons ainsi produits peuvent alors être utilisés dans des applications telles que la recherche d'explosifs lors de la fouille des bagages dans les aéroports, la mesure de l'humidité des sols lors de la construction de routes ou sur les chantiers de construction, la mesure d'humidité des matériaux entreposés en silo.
Tant que les réactions de fission ne conduisent qu'à une diminution négligeable du nombre de noyaux spontanément fissiles, il s'agit d'un processus de Poisson : pour les intervalles de temps très courts, la probabilité d'une fission spontanée est proportionnelle à la durée de l'intervalle.

## Description théorique
La fission spontanée est décrite à l’aide de l'effet tunnel à travers la barrière de fission. La pénétration de la barrière est donc le facteur principal dans la détermination de la probabilité de fission spontanée. Ainsi la demi-vie vis-à-vis de la fission spontanée s'exprime-t-elle par la relation :
{\displaystyle t_{1/2}={\frac {\ln {2}}{fP}}}
où f désigne la fréquence d'oscillation dans le mode de fission pour l'état fondamental dans le premier puits et P représente la pénétrabilité de la barrière pour l’état fondamental. La pénétrabilité de la barrière dépend grandement de la forme de la barrière.

## Noyaux décroissant par fission spontanée
| Isotope | Z2/A  | Demi-vie relative à la fission spontanée |
| ------- | ----- | ---------------------------------------- |
| 230Th   | 35,2  | ≥ 1,5 × 1017 a                           |
| 231Pa   | 35,8  | ≥ 1,1 × 1016 a                           |
| 232Th   | 34,9  | ≥ 1 × 1021 a                             |
| 232U    | 36,5  | (8 ± 6) × 1013 a                         |
| 233U    | 36,3  | > 2,7 × 1017 a                           |
| 234U    | 36,2  | (1,5 ± 0,3) × 1016 a                     |
| 235U    | 36,0  | (9,8 ± 2,8) × 1018 a                     |
| 236U    | 35,9  | (2,48 ± 0,11) × 1016 a                   |
| 236Pu   | 37,4  | (23,4 ± 1,2) × 109 a                     |
| 237Np   | 36,9  | ≥ 1 × 1018 a                             |
| 238U    | 35,6  | (8,2 ± 0,1) × 1015 a                     |
| 238Pu   | 37,1  | (4,70 ± 0,08) × 1010 a                   |
| 239Pu   | 37,0  | (7,8 ± 1,8) × 1015 a                     |
| 240Pu   | 36,8  | (1,16 ± 0,02) × 1011 a                   |
| 240Cm   | 38,4  | 1,9 × 106 a                              |
| 241Pu   | 36,7  | < 6 × 1016 a                             |
| 241Am   | 37,4  | (1,0 ± 0,4) × 1014 a                     |
| 242Pu   | 36,5  | (6,78 ± 0,04) × 1010 a                   |
| 242Cm   | 38,1  | (7,0 ± 0,2) × 106 a                      |
| 243Am   | 37,1  | (2,0 ± 0,5) × 1014 a                     |
| 243Cm   | 37,9  | (5,5 ± 0,9) × 1011 a                     |
| 244Pu   | 36,2  | (6,6 ± 0,2) × 1010 a                     |
| 244Cm   | 37,8  | (1,32 ± 0,02) × 107 a                    |
| 245Cm   | 37,6  | (1,4 ± 0,2) × 1012 a                     |
| 246Cm   | 37,5  | (1,81 ± 0,01) × 107 a                    |
| 246Cf   | 39,0  | (2,0 ± 0,2) × 103 a                      |
| 246Fm   | 40,7  | 13,8 s                                   |
| 248Cm   | 37,2  | (4,15 ± 0,03) × 106 a                    |
| 248Cf   | 38,7  | 3,16 × 106 a                             |
| 248Fm   | 40,3  | 10 h                                     |
| 249Bk   | 37,8  | 1,91 × 109 a                             |
| 249Cf   | 38,6  | 6,74 × 1010 a                            |
| 250Cm   | 37,8  | (1,13 ± 0,05) × 104 a                    |
| 250Cf   | 38,4  | 1,66 × 104 a                             |
| 250Fm   | 40    | 10 a                                     |
| 250No   | 41,6  | 250 ± 50 µs                              |
| 252Cf   | 38,1  | 85,5 ± 0,3 a                             |
| 252Fm   | 39,7  | 115 a                                    |
| 252No   | 41,3  | 8,6 s                                    |
| 253Es   | 38,7  | 6,4 × 105 a                              |
| 253Rf   | 42,8  | ~3,6 s                                   |
| 254Cf   | 37,8  | 60,7 a                                   |
| 254Es   | 38,6  | >2,5 × 107 a                             |
| 254Fm   | 39,4  | 228 j                                    |
| 254Rf   | 42,6  | 500 ± 200 µs                             |
| 255Es   | 38,4  | 2,66 × 103 a                             |
| 255Fm   | 39,2  | 9,55 × 103 a                             |
| 255Rf   | 40,8  | 2,7 s                                    |
| 255Db   | 43,2  | 1,6 s                                    |
| 256Cf   | 37,5  | 12,3 ± 1,2 min                           |
| 256Fm   | 39,1  | 2,86 h                                   |
| 256No   | 40,6  | 1,83 min                                 |
| 256Rf   | 42,25 | 7,6 ms                                   |
| 256Db   | 43,1  | 2,6 s                                    |
| 257Fm   | 38,9  | 131,1 a                                  |
| 257Rf   | 42,1  | 27,1 s                                   |
| 257Db   | 42,9  | 11,3 s                                   |
| 258Fm   | 38,8  | 380 ± 60 µs                              |
| 258No   | 40,3  | 1,2 ms                                   |
| 258Rf   | 41,9  | 13 ± 3 ms                                |
| 259Fm   | 39,6  | 1,5 ± 0,3 ms                             |
| 259Md   | 39,4  | 1,6 ± 0,4 h                              |
| 259Rf   | 41,8  | 36,6 s                                   |
| 259Sg   | 43,4  | 10 ms                                    |
| 260Rf   | 41,6  | 21 ± 1 ms                                |
| 260Db   | 42,4  | 15,8 s                                   |
| 260Sg   | 43,2  | 7,2 ms                                   |
| 261Db   | 42,2  | 7,2 s                                    |
| 261Bh   | 43,9  | 10 ms                                    |
| 262Rf   | 41,3  | 47 ± 5 ms                                |
| 262Db   | 42,1  | 46,6 s                                   |
| 263Sg   | 42,7  | 1,1 ± 0,3 s                              |

En 1991, Cyriel Wagemans a recensé 72 isotopes pouvant décroitre par fission spontanée. Ils sont présentés dans le tableau ci-contre (sans compter les isomères de fission).

## Taux de fission spontanée
Taux de fission spontanée :
| Nucléide | Demi-vie (a)  | Probabilité de fission par désintégration (%) | Nombre de fission par (g•s) | Neutrons par fission spontanée | Neutrons par (g•s) | Puissance thermique des désintégrations (W/g) | Puissance thermique des fissions (W/g) |
| -------- | ------------- | --------------------------------------------- | --------------------------- | ------------------------------ | ------------------ | --------------------------------------------- | -------------------------------------- |
| 232Th    | 14,05 × 109   | 1,003 57 × 10−6                               | 4,07 × 10−5                 | 2,0                            | 8,14 × 10−5        | 2,65 × 10−9                                   | 1,27 × 10−15                           |
| 235U     | 7,038 × 108   | 2,0 × 10−7                                    | 1,60 × 10−4                 | 1,86                           | 2,97 × 10−4        | 5,99 × 10−8                                   | 5,00 × 10−15                           |
| 236U     | 23,42 × 106   | 1,171 × 10−7                                  | 2,80 × 10−3                 | 2,0                            | 5,60 × 10−3        | 1,75 × 10−6                                   | 8,75 × 10−14                           |
| 238U     | 4,468 8 × 109 | 5,4 × 10−5                                    | 6,71 × 10−3                 | 2,07                           | 1,39 × 10−2        | 8,51 × 10−9                                   | 2,10 × 10−13                           |
| 238Pu    | 87,75         | 1,791 × 10−7                                  | 1,134 × 103                 | 2,0                            | 2,27 × 103         | 0,567                                         | 3,54 × 10−8                            |
| 239Pu    | 2,411 × 104   | 4,4 × 10−10                                   | 1,01 × 10−2                 | 2,16                           | 2,18 × 10−2        | 1,93 × 10−3                                   | 3,15 × 10−13                           |
| 240Pu    | 6,56 × 103    | 5,0 × 10−6                                    | 4,2 × 102                   | 2,21                           | 9,28 × 102         | 6,96 × 10−3                                   | 1,31 × 10−8                            |
| 244Pu    | 80,8 × 106    | 0,12                                          | 8,05 × 102                  | 2,0                            | 1,61 × 103         | 5,01 × 10−7                                   | 2,51 × 10−8                            |
| 250Cm    | 9 000         | 80,0                                          | 4,7 × 109                   | 3,3                            | 1,55 × 1010        | 4,87 × 10−3                                   | 0,147                                  |
| 252Cf    | 2,645         | 3,09                                          | 6,13 × 1011                 | 3,73                           | 2,3 × 1012         | 19,76                                         | 19,15                                  |

Dans la pratique, le plutonium 239 contient toujours une certaine quantité de plutonium 240 en raison de l'absorption de neutrons dans les réacteurs ; or le taux élevé de fission spontanée du plutonium 240 en fait un contaminant indésirable dans le plutonium de qualité militaire. Ce dernier est donc obtenu dans des réacteurs spéciaux permettant de conserver une quantité de plutonium 240 inférieure à 7 %.
La puissance thermique issue des fissions spontanées est négligeable devant celle provenant de la désintégration alpha sauf pour les noyaux les plus lourds.
En ce qui concerne les bombes A dites par insertion, la masse critique doit être obtenue en moins d'une milliseconde, durée pendant laquelle l'occurrence de fission doit être faible. La seule matière fissile utilisable dans ces bombes est donc l'uranium 235.

## Applications
Le recul des noyaux produits par la fission spontanée provoque des défauts dans le cristal qui hébergeait le radionucléide fissionné. Ces défauts cristallins, dénommés traces de fission, perdurent en l'absence d'un réchauffement significatif.
Par l'action d'un acide les traces de fission présentes à la surface d'une section d'échantillon peuvent être développées (comme le développement des pellicules photographiques) et devenir ainsi visibles au microscope. Le décompte des traces de fission de l'uranium 238 est à la base d'une méthode de datation absolue appelée datation par les traces de fission. Le décompte de celles du plutonium 244, une radioactivité éteinte, permet une datation relative des échantillons très anciens (plusieurs milliards d'années).